# Таксикеб број
У математици, n-ти таксикеб број, карактеристично означен са Ta(n) или Taxicab(n), је дефинисан као најмањи број који може да буде изражен као збир два позитивна куба на n различита начина, без обзира на редослед сабирака.